# Chang'e 5

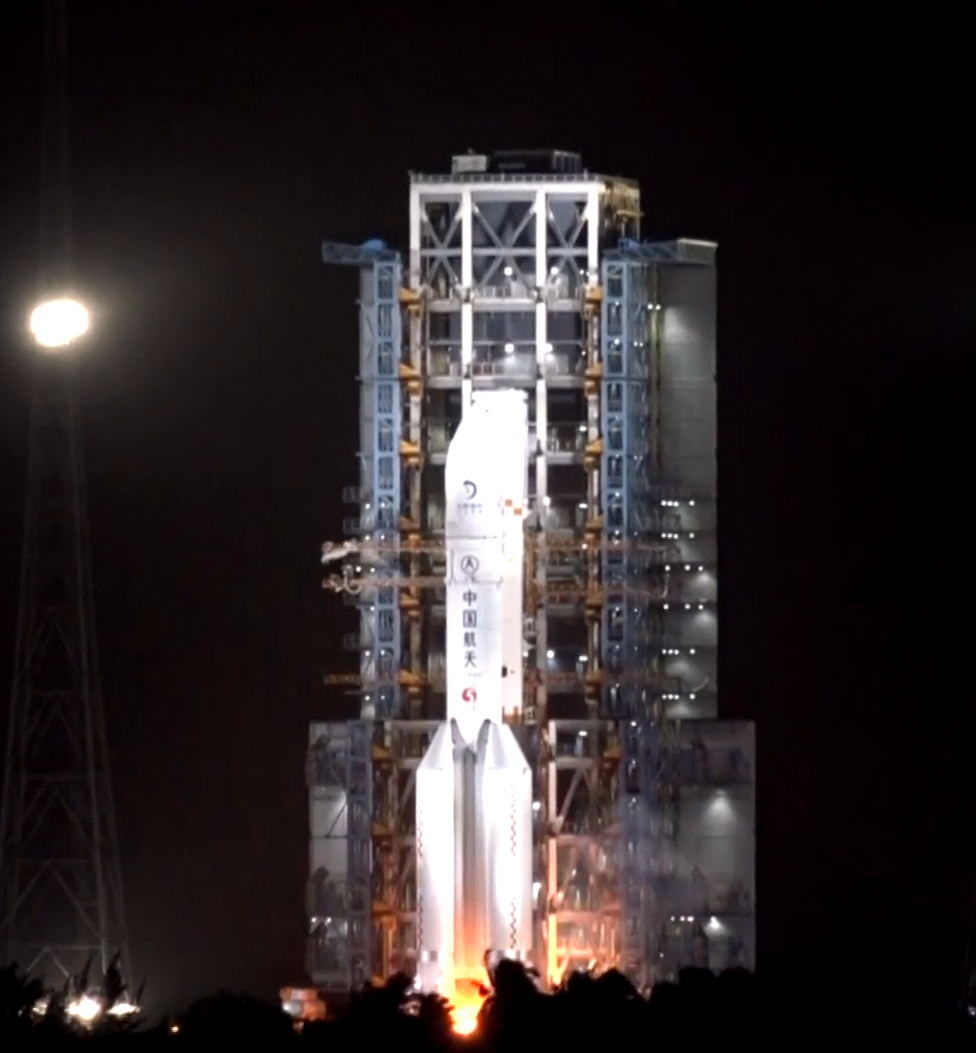
Lançamento da Chang'e 5

Chang'e 5 (chinês simplificado: 嫦娥五号, pinyin: Cháng'é wǔhào) foi a quinta missão de exploração lunar não-tripulada da Administração Espacial Nacional da China, que pousou na Lua em 1º de dezembro 2020. A Chang'e 5 foi a primeira missão de retorno de amostras da China, com o objetivo de coletar e retornar pelo menos 2 kg de amostras de solo e rocha lunares de volta para a Terra.
Seu lançamento ocorreu no dia 23 de novembro de 2020 às 20:30 UTC do Centro de Lançamento Espacial de Wenchang na Ilha de Hainan. A sonda pousou na na Lua em 1 de dezembro de 2020, e coletou 1731 gramas de amostra do solo lunar, e retornou para a Terra às 17:59 UTC no dia 16 de Dezembro de 2020.
Chang'e 5 foi a primeira missão de retorno de amostras lunares desde a Luna 24 da União Soviética em 1976. A missão fez da China o terceiro país a retornar amostras da Lua depois dos Estados Unidos e do União Soviética.

## Equipamentos
A missão Chang'e 5 consistia em quatro módulos ou componentes, que foram lançados juntos e voaram para a Lua como uma unidade combinada:
- Módulo de Pouso: Módulo de pouso na superfície lunar
- Módulo de Ascensão: Módulo para retorno das amostras ao orbitador. O módulo de ascensão se localiza topo do módulo de pouso.
- Orbitador: Módulo que ficou orbitando a lua e usado para recuperar as amostras do Módulo de Ascensão e retornar para a órbita da Terra.
- Capsula de Reentrada: Módulo usado para reentrada na atmosfera terrestre, projetado para ricochetear na atmosfera uma vez antes da reentrada formal.

A massa estimada de lançamento do Chang'e 5 foi de 8,200 kg (18,100 lb), o Módulo de Pouso foi projetado para ter 3,200 kg (7,100 lb), e o Módulo de ascensão tinha cerca de 700 kg (1,500 lb). Ao contrário do Chang'e 4, que foi equipado com uma unidade de aquecimento de radioisótopos para sobreviver ao frio extremo da noite lunar, o Módulo de pouso de Chang'e 5 parou de funcionar na noite lunar seguinte.

### Carga Científica
Chang'e 5 incluiu quatro cargas científicas, incluindo uma câmera de pouso, uma câmera panorâmica, um espectrômetro mineralógico lunar,  e um Radar Penetrante de Regolito Lunar. Chang'e 5 coletou amostras usando dois métodos: perfuração de amostras subterrâneas e escavação de amostras superficiais. O dispositivo de coleta foi desenvolvido pela Universidade Politécnica de Hong Kong, consistindo no Amostrador A, Amostrador B, Câmeras de Campo Próximo e Sistema de Vedação e Embalagem.

## Perfil da missão

### Lançamento
Chang'e 5 foi planejado para ser lançado em novembro de 2017 pelo foguete Long March 5. No entanto, uma falha do foguete transportador em julho de 2017 forçou um atraso no cronograma original duas vezes. A sonda foi lançada por meio de um veículo Longa Marcha 5 a partir do Centro de Lançamento de Satélite de Wenchang na ilha de Hainan. 

### Transferência Terra-Lua

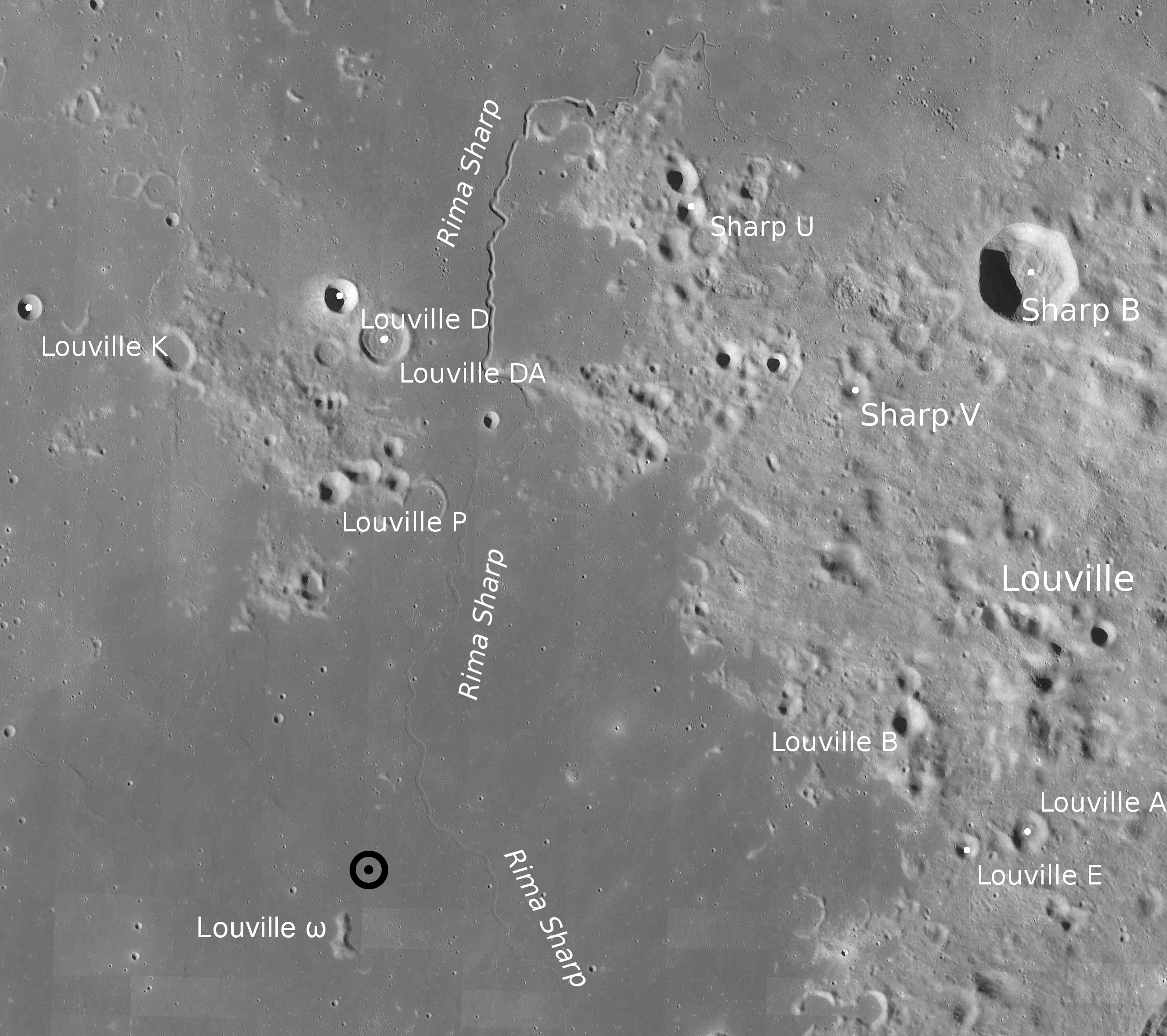
Local de pouso de Chang'e 5 perto da colina Louville Omega (Louville ω, da cratera próxima Louville)

Após o lançamento, Chang'e 5 aplicou sua primeira correção orbital às 14h06 UTC, em 24 de novembro de 2020, segunda correção orbital às 14h06 UTC, em 25 de novembro de 2020, entrou na órbita lunar às 14h58 UTC, em 28 de novembro de 2020. Ajustou sua órbita para uma órbita circular às 12h23 UTC no dia 29 de novembro de 2020. O Módulo de Pouso e Ascensão separou-se do Orbitador às 20h10 UTC, em 29 de novembro de 2020, em preparação para o pouso. 

### Pouso

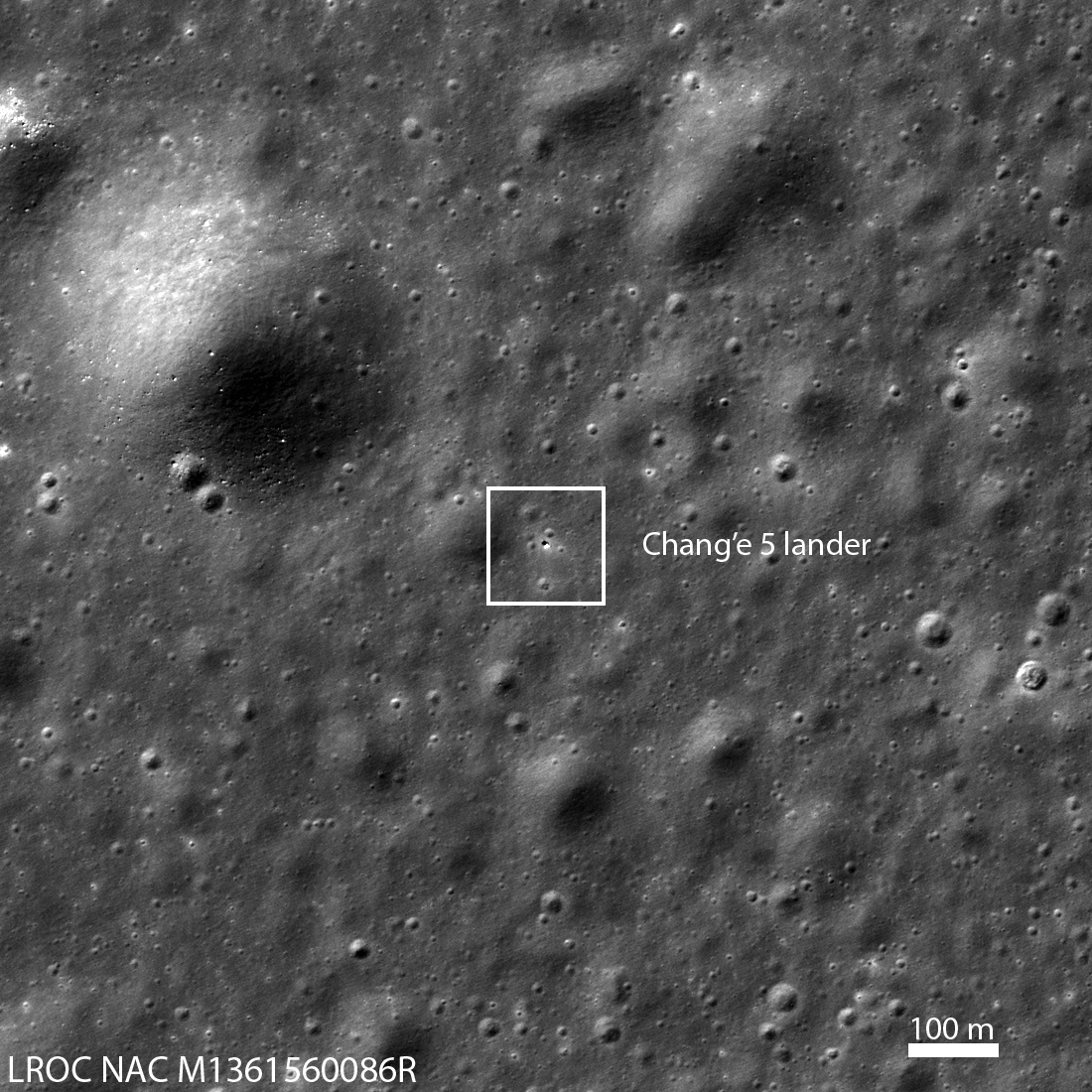
Fotografia do módulo de pouso Chang'e 5 na superfície da Lua tirada pela NASA Lunar Reconnaissance Orbiter

Chang'e 5 pousou na Lua em 1º de dezembro de 2020, às 15:11 UTC. O local de pouso do Chang'e 5 fica em 43,1°N (em latitude), 51,8°W (em longitude) no norte Oceanus Procellarum perto de um enorme complexo vulcânico, Mons Rümker, localizado no lado próximo lunar noroeste. A área é mapeada como 'Eratostenian Mare' pelo USGS. O local de pouso de Chang'e 5, chamado Statio Tianchuan, está dentro do terreno Procellarum KREEP. Esta área é caracterizada por alguns dos basaltos de mar mais jovens da Lua (~1,21 bilhão de anos), rico em recursos minerais, que nunca foram amostradas pelo programa Apollo americano e pelo programa Luna soviético.

### Retorno à Terra

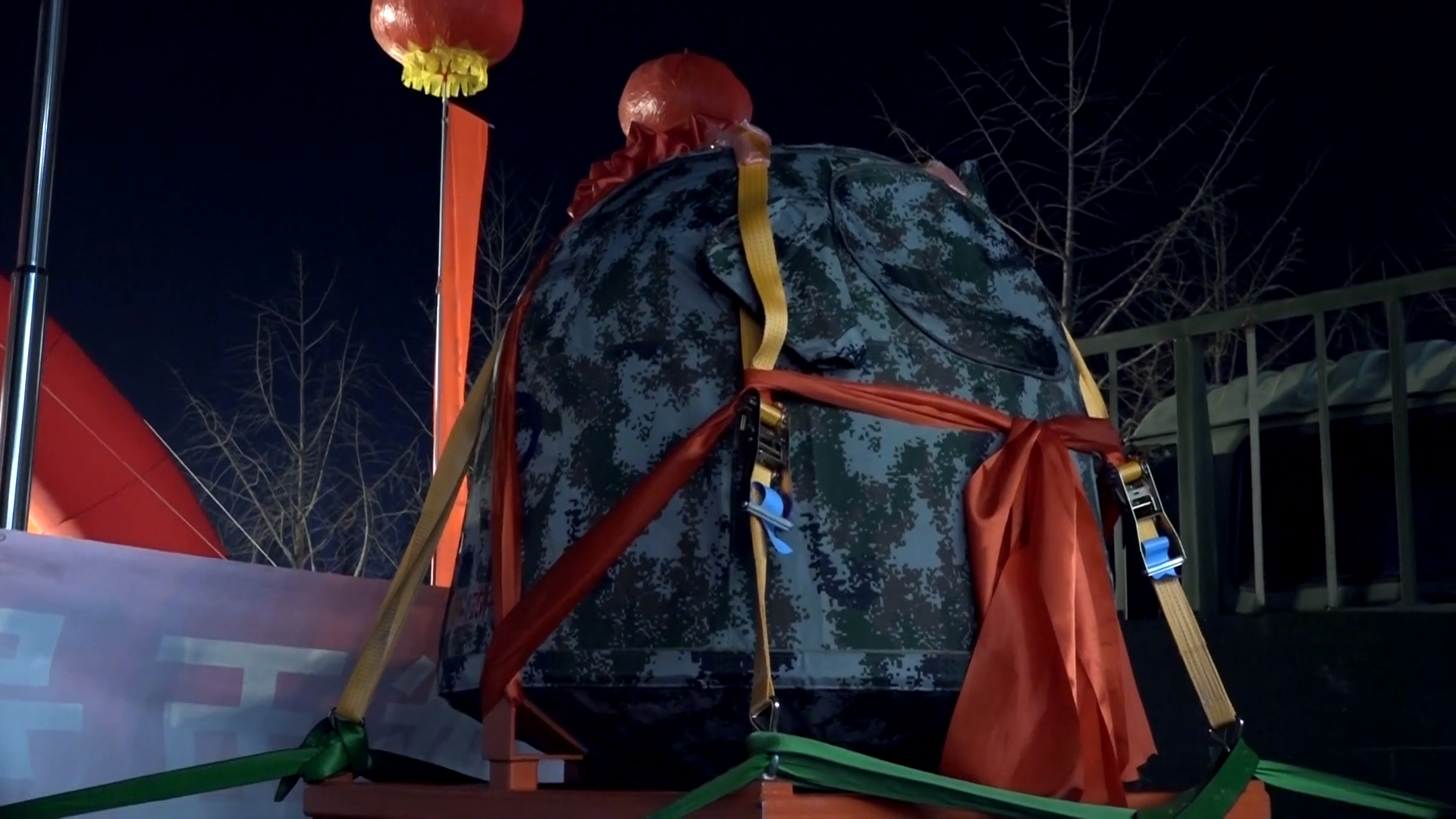
Cápsula de retorno Chang'e 5 transportada de volta para CAST, onde o recipiente da amostra foi aberto.

O Módulo de Ascensão da Chang'e 5 decolou da região lunar Oceanus Procellarum às 15:10 UTC no dia 3 de dezembro de 2020, e seis minutos depois, chegou à órbita lunar. O Ascender acoplou com o Orbitador em 5 de dezembro de 2020, às 21h42 UTC, e as amostras foram transferidas para a cápsula de retorno às 22h12 UTC. O Módulo de Ascensão separou-se do Orbitador em 6 de dezembro de 2020, às 04:35 UTC. Depois de completar seu papel na missão, o Módulo de Ascensão recebeu ordem de desorbitação em 7 de dezembro de 2020, às 22h59 UTC, e colidiu com a superfície da Lua às 23h30 UTC, na área de (~30°S, 0°E). No dia 13 de dezembro de 2020, às 01:51 UTC, a uma distância de 230 quilômetros da superfície lunar, o Orbitador acionou com sucesso quatro motores para realizar a órbita de transferência de Hohmann da Lua para a Terra.
Esperava-se que os componentes eletrônicos e os sistemas do módulo lunar Chang'e 5 parassem de funcionar em 11 de dezembro de 2020, devido ao frio extremo da Lua e à falta de uma unidade de aquecimento de radioisótopos. No entanto, o módulo de aterrissagem Chang'e 5 foi danificado e parou de funcionar com o lançamento do Módulo de Ascensão em 3 de dezembro de 2020. 
Em 16 de dezembro de 2020, por volta das 18:00 UTC, a cápsula de retorno de aproximadamente 300 kg (660 lb) realizou uma skip reentry, ricocheteando na atmosfera sobre o Mar da Arábia antes da reentrada. A cápsula, contendo cerca de 2 kg (4.4 lb) de material lunar perfurado e escavado, pousou nas pastagens de Siziwang Banner na região de Ulanqab no centro-sul da Mongólia Interior. Um drone avistou a cápsula antes de seu pouso, e uma equipe de prontidão localizou a cápsula logo depois.

### Missão Extendida
Após o retorno a Terra, o orbitador da Chang'e 5 (CE-5) foi capturado com sucesso pelo ponto de Lagrange Sol-Terra L1 às 5:39 UTC, em 15 de março de 2021, e se tornou a primeiro Nave espacial chinesa orbitará o ponto Lagrange Sol-Terra L1. A distância no momento da captura era de cerca de 936700 quilômetros da Terra e o orbitador entrou em órbita com um período de cerca de 6 meses.   Em sua jornada de 88 dias até L1, o controle da missão conduziu 2 manobras orbitais e 2 manobras de correção de trajetória. Ele fez um novo sobrevôo lunar em uma missão estendida em 9 de setembro de 2021.
Em janeiro de 2022, CE-5 deixou o ponto L1 para a órbita retrógrada distante (DRO) lunar para conduzir testes de interferometria em preparação para o próxima etapa do Programa de Exploração Lunar da China. In February 2022, multiple amateur satellite trackers observed that CE-5 had entered DRO, making it the first spacecraft in history to utilize the orbit.

## Pesquisa com as Amostras Lunares

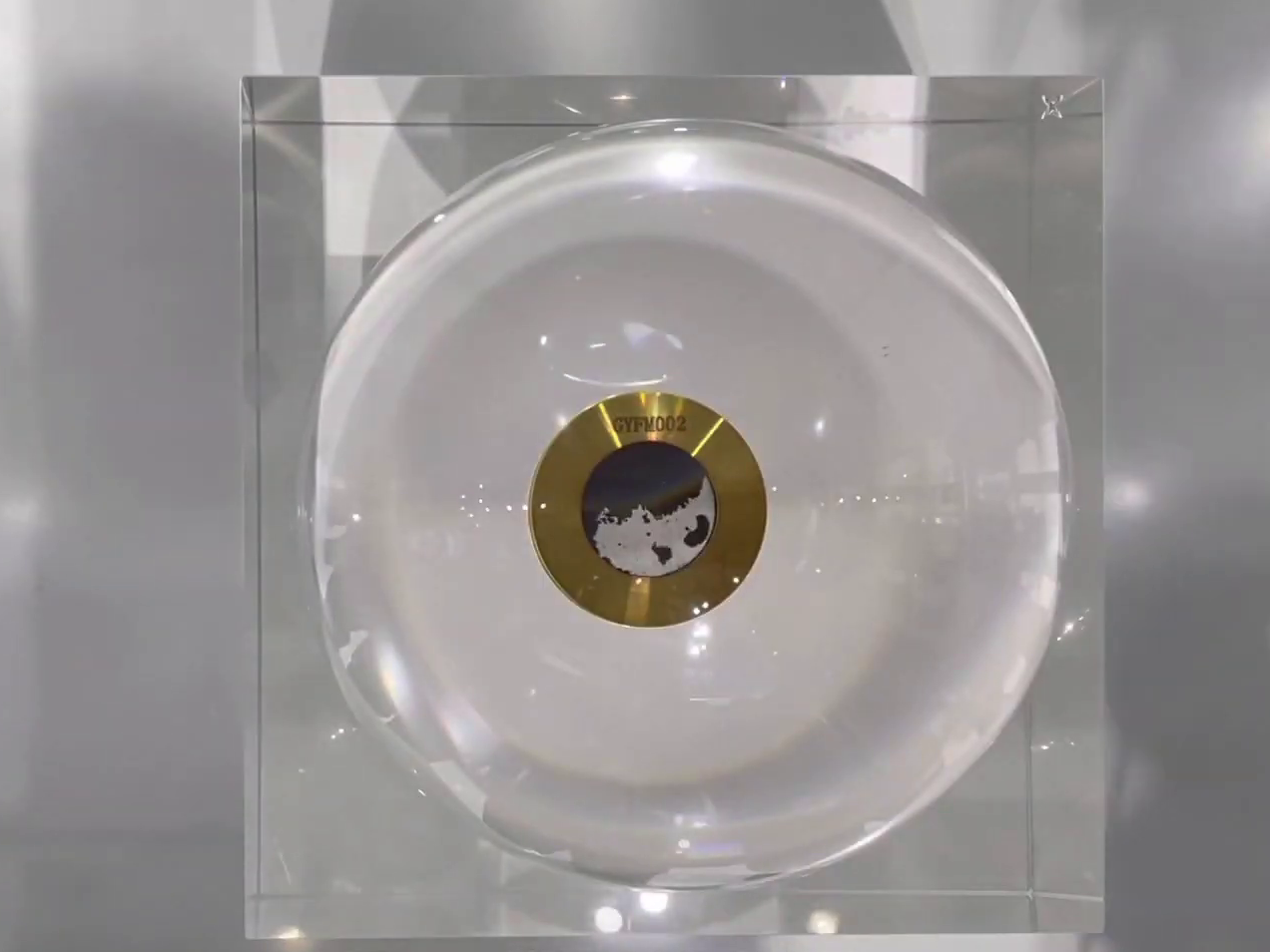
Amostra de solo lunar coletada pela missão Chang'e 5 da China, exibida no Airshow China 2021.

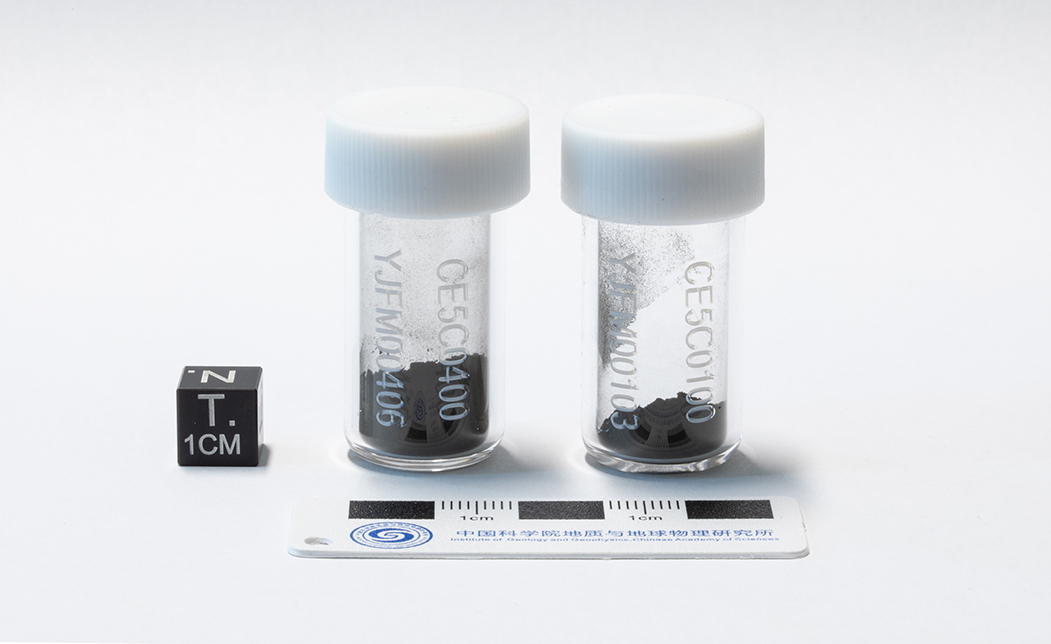
Amostras de solo estudadas pelo Instituto de Geologia e Geofísica, Academia Chinesa de Ciências

As 1,731 g (61.1 oz) de amostras lunares coletadas pela Chang'e 5 têm enorme importância científica, devido às suas idade (<2 bilhões de anos).  Em particular, eles podem ajudar a entender a cronologia lunar, petrogênese, configuração regional, evolução geodinâmica e térmica, formação de regolito, calibração da função da cronologia lunar e restrição do status do dínamo lunar. Além disso, elas podem ajudar a desvendar as propriedades do manto profundo lunar e avaliar as estruturas do terreno Procellarum KREEP.
A datação desta parte relativamente jovem da superfície da Lua pode fornecer um ponto de calibração adicional para estimar as idades da superfície de outros corpos do Sistema Solar. Wu Yanhua (吴艳华), vice-diretor da Administração Espacial Nacional da China (CNSA) anunciou que as novas amostras serão compartilhadas com as ONU e parceiros internacionais para fins de pesquisa espacial.
A análise preliminar das amostras de lava basáltica retiradas da região lunar Oceanus Procellarum, liderada pela Academia Chinesa de Ciências Geológicas, determinou que a idade dessas rochas era próxima de 1,96 bilhão de anos, preenchendo uma lacuna crítica de idade das rochas lunares disponíveis. Tais amostras, que, entre outras aplicações, podem auxiliar na calibração adicional de ferramentas cronológicas de crateras planetárias. A equipe descobriu evidências de moléculas de hidroxila nas amostras por meio de espectros de refletância, indicando a provável presença de moléculas de água em quantidade até 120 ppm. Os pesquisadores postularam que as moléculas de água e hidroxila foram incorporadas ao solo lunar através do vento solar.

## Missões Relacionadas

### Chang'e 5-T1

Cápsula de reentrada da Chang'e 5-T1

Chang'e 5-T1 foi uma missão separada, com uma nave experimental (Chang'e 5-T1) para verificar se o equipamento corresponderia à precisão dos cálculos necessários para fazer uma trajetória de retorno livre e realizar testes cruciais de reentrada com o mesmo tipo de cápsula utilizada na Chang'e 5. A missão foi lançada no dia 23 de outubro de 2014, e após atravessar 840 mil quilômetros durante sua missão de oito dias, a cápsula de reentrada da Chang'e 5-T1, regressou à Terra e aterrissou em Bandeira de Siziwang, na Mongólia Interior, China, no dia 31 de outubro de 2014, com uma precisão de 40 metros, e foi localizada pela equipe de busca em menos de 5 minutos.
Essa sonda teve como missão testar as tecnologias que são necessárias para o sucesso da Chang'e 5. A sonda foi lançada numa órbita de transferência lunar e realizou uma passagem (fly-by) em torno da Lua, retornando posteriormente e reentrando na atmosfera terrestre depois de um voo de oito dias.

### Chang'e 6
Chang'e 6 é a missão seguinte do plano de exploração lunar da Administração Espacial Nacional da China que usa a mesma arquitetura de missão da Chang'e 5, com o objetivo de retornar amostras do lado oculto da Lua. Foi lançado em 3 de maio de 2024.   A sonda pousou na Bacia Apollo, nas proximidades polo sul lunar, em 1 de Junho de 2024, de onde coletou amostras de solo. No dia 3 de junho de 2024, decolou da lua e atracou num módulo orbitador.  A sonda retornou à Terra com amostras do lado oculto da lua no dia 25 de junho de 2024. 

## Colaboração Internacional
A Agência Espacial Europeia (ESA) apoiou a missão Chang'e 5 fornecendo rastreamento através da estação Kourou da ESA, localizada na Guiana Francesa. A ESA rastreou a nave espacial durante as fases de lançamento e aterragem, ao mesmo tempo que forneceu apoio de plantão para as estações terrestres da China durante toda a missão. Os dados da estação Kourou ajudaram a equipe de controle da missão no Centro de Controle de Voo Aeroespacial de Pequim a determinar a saúde da espaçonave e o status da órbita. Durante a fase de pouso, a ESA utilizou a sua Estação Maspalomas, localizada nas Ilhas Canárias e operada pelo Instituto Nacional de Técnica Aeroespacial (INTA) na Espanha, para apoiar os esforços de rastreamento.

## Reação Internacional
Muitos comentaristas discutiram a missão Chang'e 5 em comparação com as últimas missões lunares no século 20, como o programa Apollo americano e programa Luna soviético nas décadas de 1960-70. De forma similar a Chang'e 5, a missão Luna 16 retornou com sucesso cerca de 100 gramas de solo lunar e duas outras missões de retorno de amostras tiveram sucesso nos anos subsequentes, sendo a última a Luna 24 em 1976.
As rochas lunares que a missão devolveu à Terra foram elogiadas como "a amostra perfeita para preencher uma lacuna de 2 bilhões de anos" na compreensão da geologia lunar. Foi feito um acesso aberto às amostras pela CNSA a um consórcio de cientistas da Austrália, dos EUA, do Reino Unido e da Suécia.